# Psalm 117

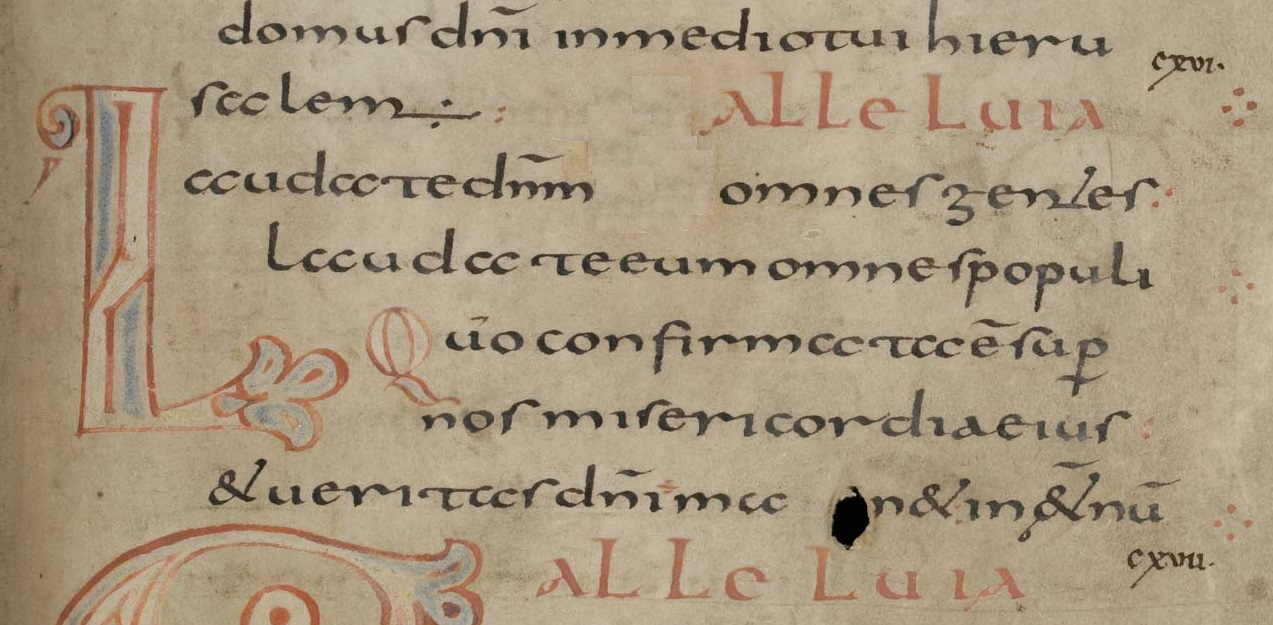
Psalm 117 (Vulgata 116) im Wolf Coz-Psalter, Sankt Gallen 820-830

Psalm 117 – najkrótszy z utworów zgromadzonych w biblijnej Księdze Psalmów. 
Jego numer przyjęty został za Biblią hebrajską, Septuaginta i Wulgata nadają mu numer 116.

## Gatunek literacki i okoliczności powstania
Psalm 117 jest hymnem pochwalnym należącym do grupy Hallelu. Z uwagi na jego krótkość, niektóre rękopisy dołączały go do Psalmu 116 lub 118, co jednak nie znajduje uzasadnienia w budowie psalmu oraz jego tematyce.
Według Stanisława Łacha Psalm 117 powstał w okresie Deutero-Izajasza (V w. p.n.e.), gdy Izrael uprzytomnił sobie, że Jahwe jako stwórca świata jest Panem nie tylko narodu żydowskiego, ale i innych narodów.

## Treść i teologia
Psalm 117 jest najkrótszy w całej Księdze Psalmów i w oryginale hebrajskim składa się jedynie z siedemnastu słów:

Wielbijcie Jahwe, wszystkie narody,
wychwalajcie Go, wszystkie ludy,
bo umocniona jest nad nami Jego łaskawość,
a wierność Jahwe - na wieki.
Alleluja.

Psalm jest zatem złożony z zachęty do uwielbienia Boga (wiersz 1), oraz uzasadnienia takiej postawy (wiersz 2).
Chrześcijanie odczytują ten krótki psalm jako zachętę do dialogu między religiami i do postrzegania przymierza między Panem i jego ludem w perspektywie uniwersalnej. 
W tym świetle święty Paweł użył słów pierwszego wersetu Psalmu 117, by wezwać wszystkie narody świata do oddawania czci Bogu. W liście do Rzymian pisał: "Dlatego oddawać Ci będą cześć między poganami i śpiewać imieniu Twojemu. Znów mówi Pismo (...): Chwalcie Pana, wszyscy poganie, niech Go wielbią wszystkie narody!" (Rz 9,11)
Jan Paweł II podczas audiencji generalnej 28 listopada 2001 mówił: Możemy więc mówić o swego rodzaju «ekumenizmie» modlitwy, łączącej ściśle narody różniące się pochodzeniem, historią i kulturą. Pozostajemy w kręgu wielkiego «widzenia» Izajasza, który opisuje, jak «na końcu czasów» wszystkie narody popłyną w kierunku «góry świątyni Pańskiej». (por. Iz 2,1-5)